# هانس هانسن
هانس هانسن (بالنرويجية: Hans Hansen) (و. 1915 – 2005 م) هو مجدف نرويجي، شارك في التجديف في الألعاب الأولمبية الصيفية 1948 – رجال ثمانية ‏، توفي في غوتنبرغ، عن عمر يناهز 90 عاماً.

## روابط خارجية
- هانس هانسن على موقع الاتحاد الدولي للتجديف (الإنجليزية)
- هانس هانسن على موقع أوليمبيديا (الإنجليزية)